# Nus (llaç)

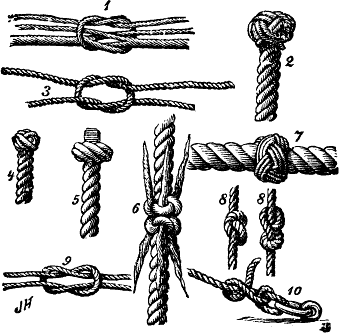
Alguns Nusos: 1. Nus de fil. 2. Nus de Manrope. 3. Nus de l'àvia. 4. Nus de paret i corona. 5. Nus de Matthew Walker. 6. Nus de mortalla. 7. Nus de cap de turc. 8. Nus de superposició, nus de figura de vuit. 9. Nus de corall, nus quadrat. 10. Nus de doble enganxament.

Un nus o nuc és una estructura feta en una corda o similar per subjectar, lligar o tancar elements. Es forma doblegant la corda d'una manera particular i estirant fins que es forma (per això per desfer-lo cal alliberar els extrems de la corda i separar l'estructura). Hi ha nusos particulars per a determinats oficis, com els d'escalada o els de mariner.
La llaçada és la part espiral o corba del nus. El macramé és un teixit fet a base de nusos, que poden tenir funcions decoratives. A les cultures incaiques tenien un alt valor comunicatiu, ja que els nusos servien per recordar esdeveniments i explicar històries, a més de per comptar

## Història
Des de l'antiguitat fins als nostres dies, els nusos sempre han estat utilitzats per l'home, encara que de molt diverses formes (nusos simples, llaços escorredors, nusos de forca, nusos plans, etc.) i aplicacions. Encara que històricament ha tingut una utilitat fonamentalment pràctica (per exemple, en la caça o en la retenció de persones i animals), també destaca el seu paper com a element simbòlic i decoratiu en les arts plàstiques (per exemple, el nus cèltic), en la vestimenta (per exemple, la corbata), en els estudis sobre heràldica, entre altres àrees.
D'entenimentat a vestigis oposats a Monte Verde, prop de Port Montt, a Xile, es van trobar els nusos més antics del món amb una data de 18.500 anys, de cuir i en forma de dagues per sostenir les construccions, de material cuir.
La història del nus precedeix a la de la corda (i fins i tot a la nostra espècie), ja que es pot realitzar a partir d'una simple branca o una tija (d'una liana, per exemple). De fet, fins i tot es tenen notícies de nusos elaborats en el regne animal.
Quant a vestigis de l'antiguitat, a Dinamarca es va trobar un nus dinàmic al voltant d'un ham d'uns deu mil anys d'antiguitat, un nus de bolina en una xarxa de pesca que data del 7200 aC a Finlàndia, i un nus de cadira en una xarxa de pesca que data del 7000 aC a Finlàndia.

## Funcions

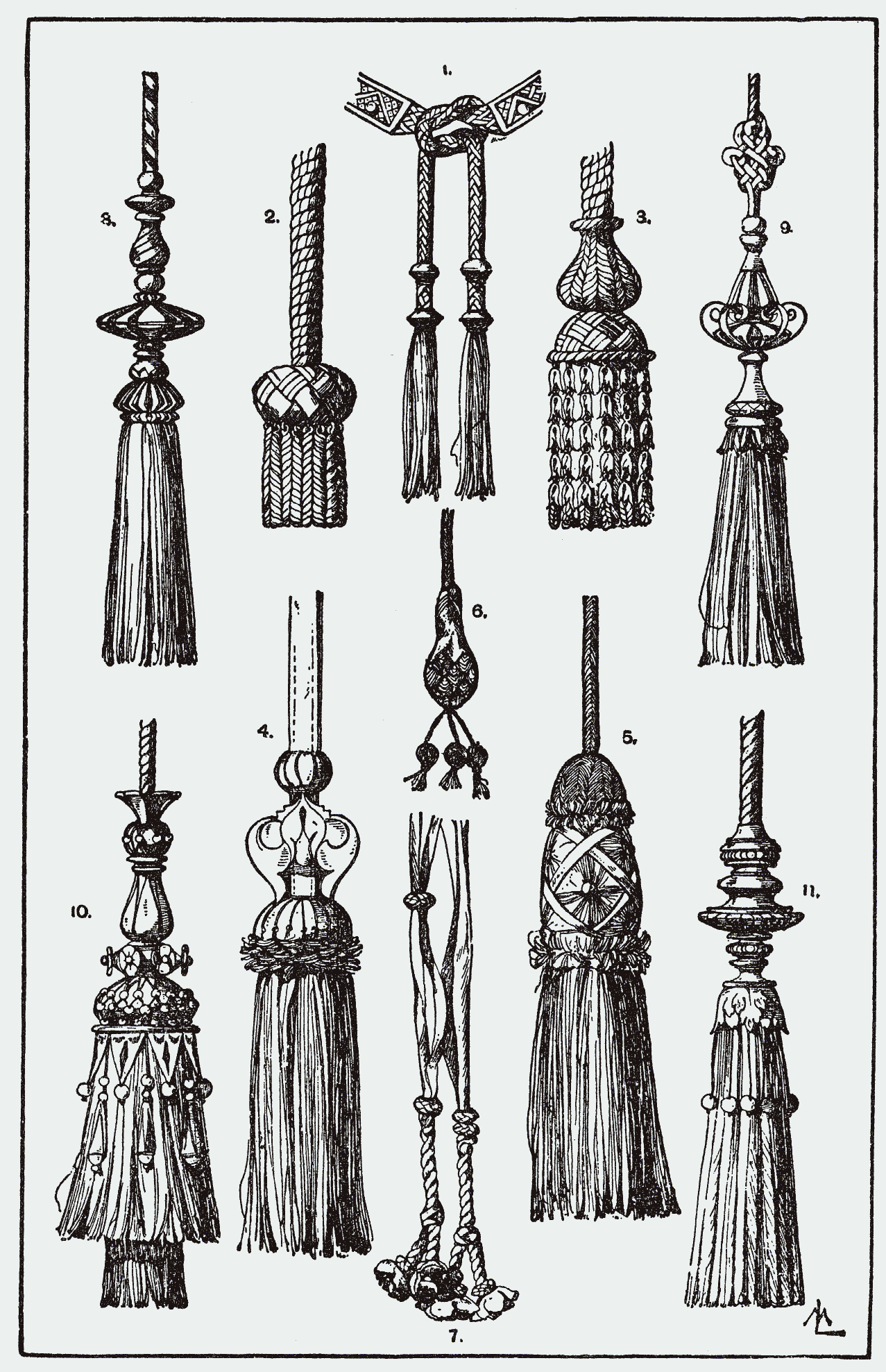
Borles de cordoneria

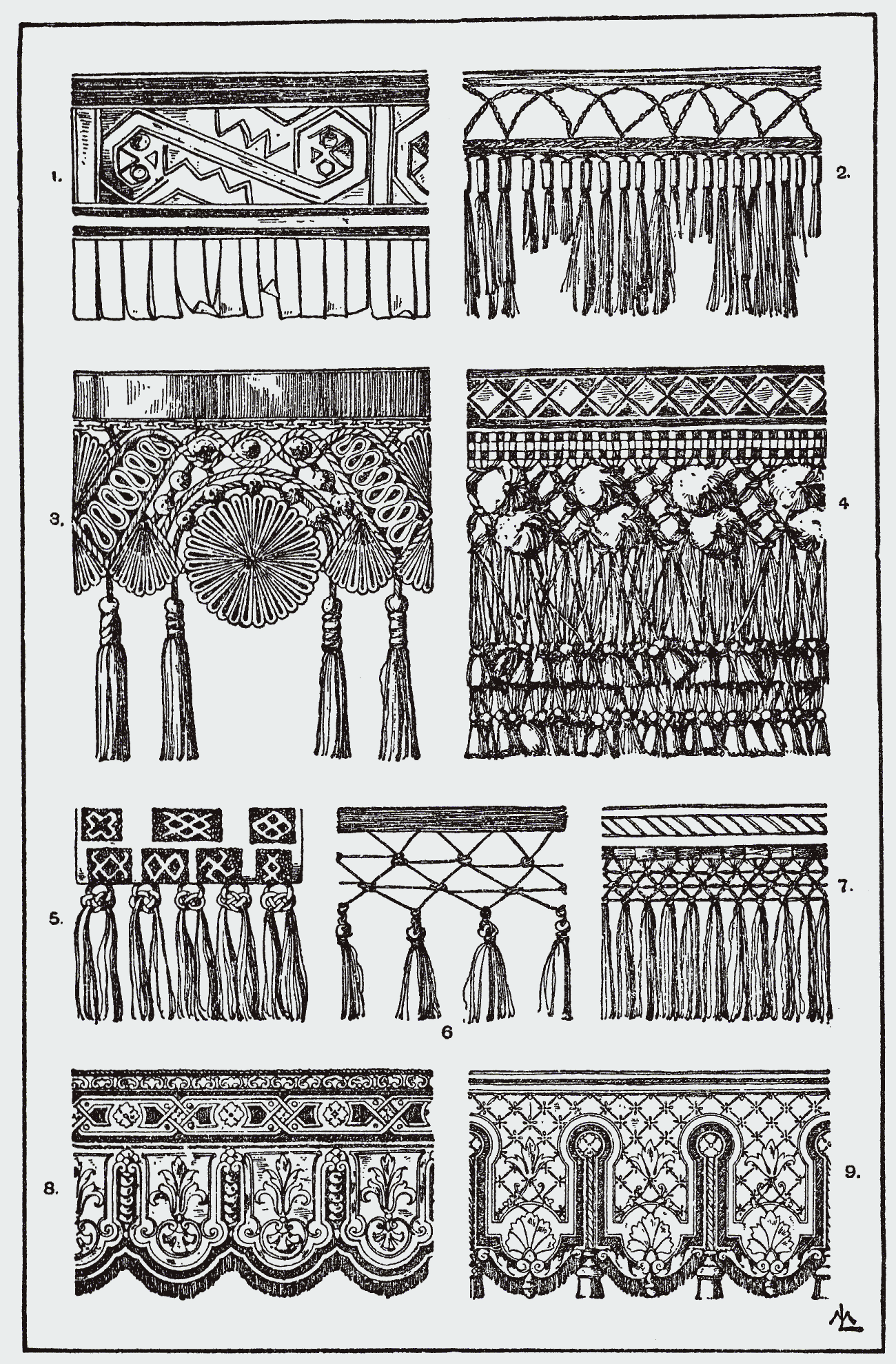
Passamaneria

Un nus pot tenir una o més funcions:
- Subjecció. És l'ús més comú d'un nus, té per finalitat subjectar un objecte o unir dues o més cordes. Pot ser subjecció entre una corda i un objecte o subjecció entre dues cordes o més.
- Canvi de forma del cap o soga. Els nusos es fan servir també per canviar la propietat comuna d'una corda permetent que aquesta tingui un llaç, tingui un nus per a suport, escurci la corda o adquireixi una forma útil que no necessàriament està destinada a subjectar alguna cosa. Dins aquesta funcionalitat es troben els nusos decoratius l'única finalitat dels quals és estètica.

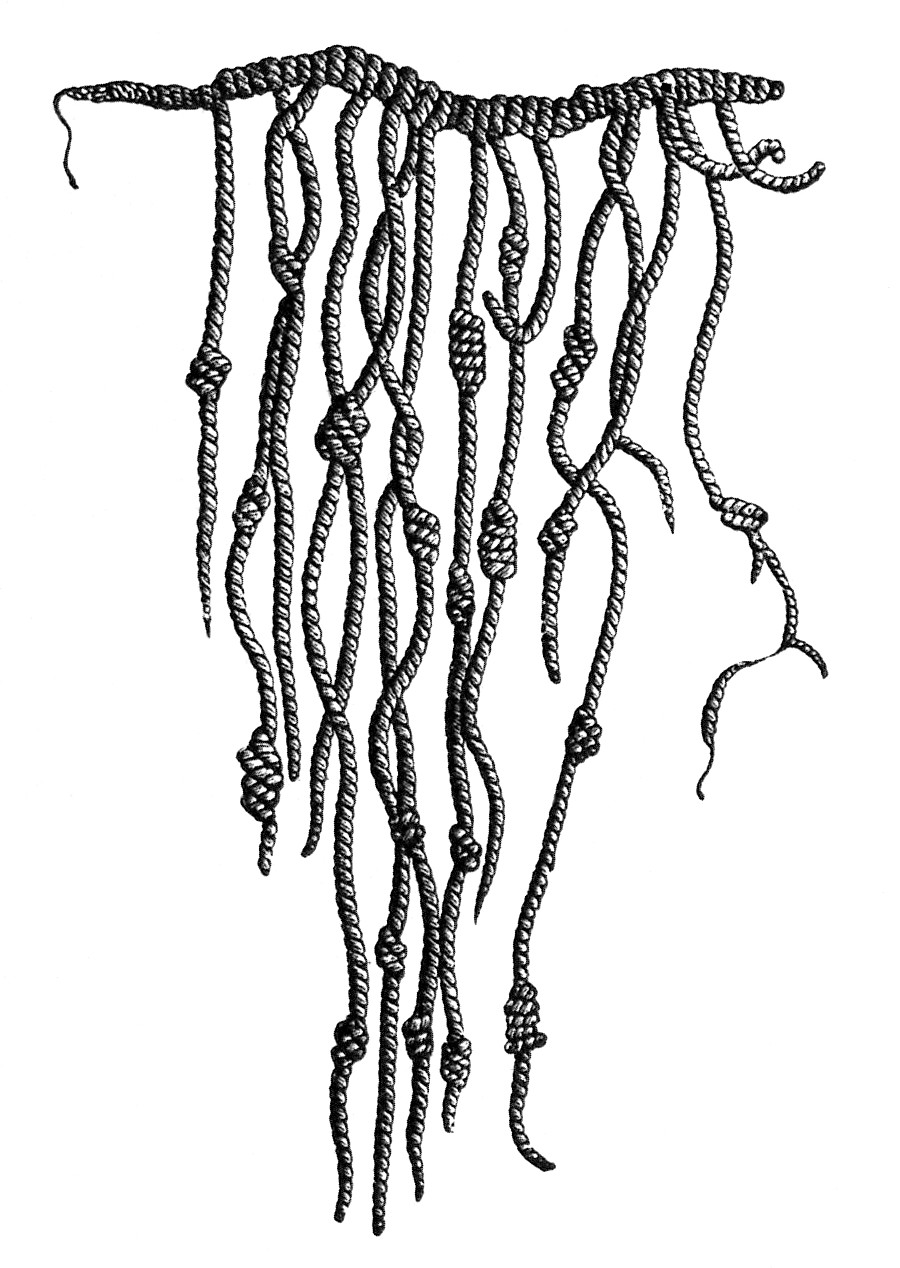
Quipu-nusos

La funció efectiva del nus pot ser directament afectada pel material intern i extern de la corda així com per les seves condicions.

## Tipus per funcionalitat
Tot i la immensa varietat de nusos existent, es poden distingir característiques comunes a tots o en la seva majoria:
- d'estrenyiment, un nus en què com més es llença dels seus extrems més s'estreny (sense depassar la capacitat del material)
- d'estabilitat, nus que no es desfà per si sol o per moviments aleatoris
- de reversibilitat, amb facilitat de ser desfets
- de debilitament, nus que debilita la corda o fil en què es faci reduint la seva resistència a la tensió, d'acord amb el tipus particular de nus
- autobloquejant, aquell que en lliscar i arribar al punt final s'estreny i no s'afluixa.

## Ús
Hi ha una gran varietat de nusos, cadascun amb propietats que el fan apte per a una sèrie de tasques. Alguns nusos s'utilitzen per enganxar la corda (o un altre material de nus) a altres objectes com una altra corda, manegueta, anell o estaca. Alguns nusos s'utilitzen per lligar o restringir objectes. Els nusos decoratius solen unir-se a si mateixos per produir patrons atractius.

### Ensenyament

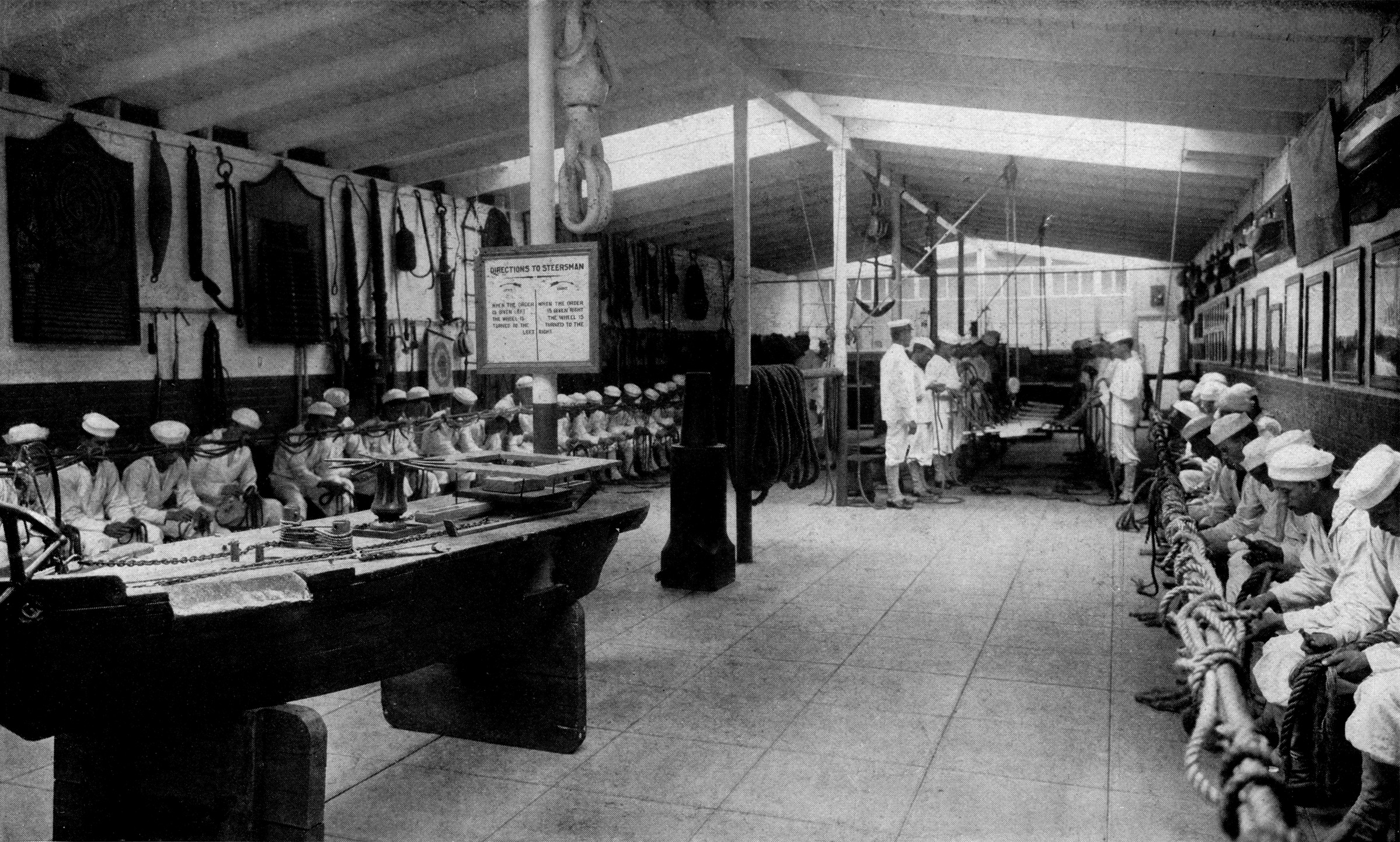
Mariners aprenent nusos i treballs de corda a principis del segle XX

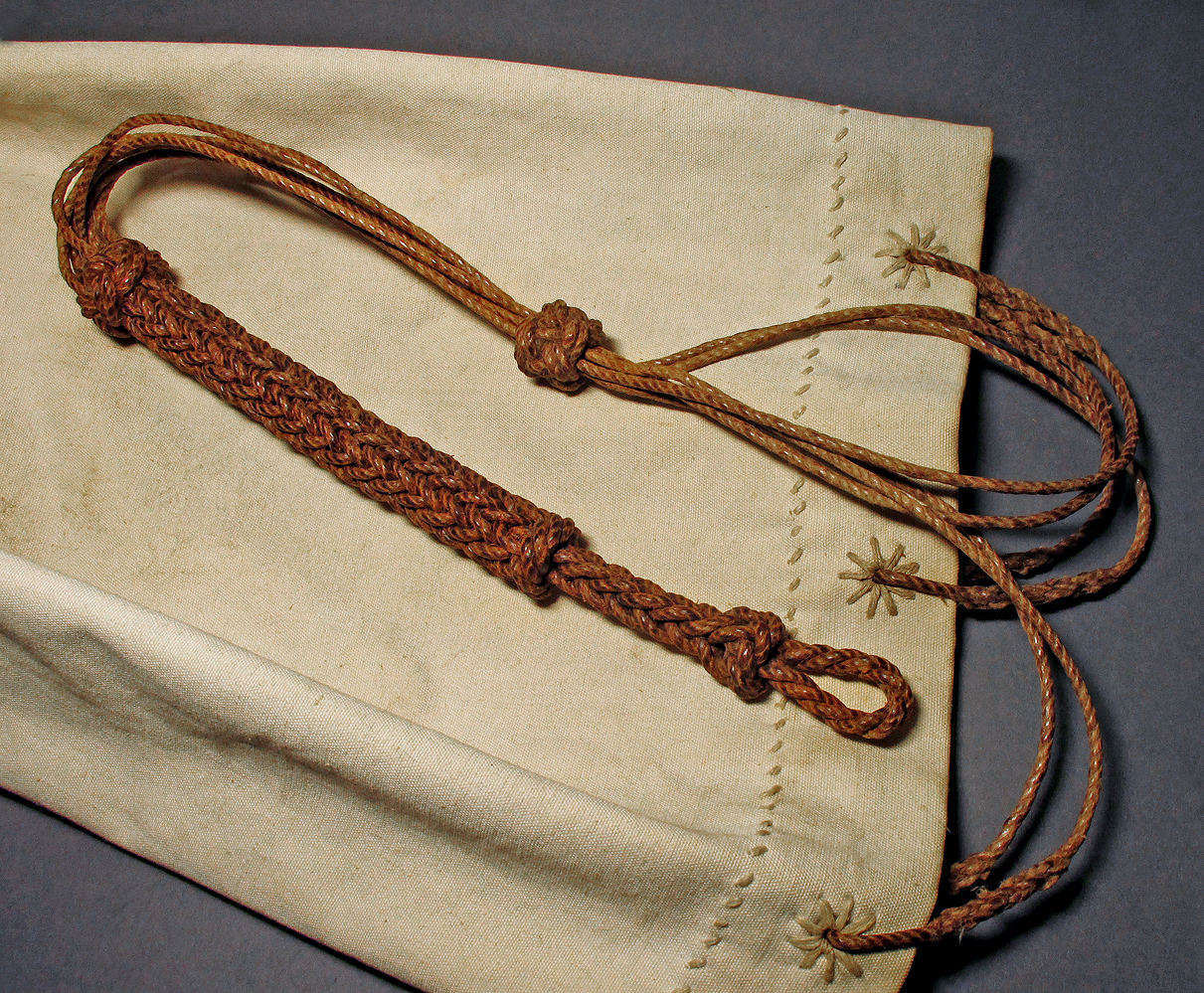
Bossa marinera amb diferents nusos.

Mentre que algunes persones poden mirar esquemes o fotos i fer els nusos il·lustrats, d'altres aprenen millor observant com es fa un nus. Les habilitats de fer nusos sovint són transmeses per mariners, escoltes, escaladors, barranquistes, espeleòlegs, arboristes, professionals del rescat, tramoistes, pescadors, muntadors de línies elèctriques i cirurgians. El Gremi Internacional de Knot Tyers és una organització dedicada a la promoció del nus.

### Aplicacions
Els camioners que necessiten assegurar una càrrega poden utilitzar un nus de camioner, obtenint un avantatge mecànic. Els nusos poden salvar els espeleòlegs de ser enterrats sota la roca. Molts nusos també es poden utilitzar com a eines improvisades, per exemple, el llaç de guia es pot utilitzar com a bucle de rescat, i el nus dinàmic es pot utilitzar per a assegurament. El nus de diamant va ser àmpliament utilitzat per lligar paquets a ases i mules.
En entorns perillosos com les muntanyes, els nusos són molt importants. En cas que algú caigui a un barranc o a un terreny similar, amb l'equip correcte i el coneixement dels nusos es pot configurar un sistema de ràpel per baixar un rescatador fins a una víctima i establir un sistema de transport per permetre a un tercer individu treure tant el socorrista com la víctima fora del barranc. L'aplicació addicional dels nusos inclou el desenvolupament d'una línia alta, que és similar a una tirolina, i que es pot utilitzar per moure subministraments, persones ferides o persones sense formació a través de rius, esquerdes o barrancs. Tingueu en compte que els sistemes esmentats normalment requereixen mosquetons i l'ús de múltiples nusos adequats. Aquests nusos inclouen el llaç de guia, doble figura de vuit, nus dinàmic, mula alegre, prusik, autobloc i clau d'olor. Així, qualsevol persona que entri en un entorn muntanyós ha de tenir coneixements bàsics de nusos i sistemes de nusos per augmentar la seguretat i la capacitat de realitzar activitats com el ràpel.
Els nusos es poden aplicar en combinació per produir objectes complexos com ara cordes i xarxa. A la cordada, l'extrem esquinçat d'una corda es manté unit per un tipus de nus anomenat nus de batuda. Molts tipus de tèxtils utilitzen nusos per reparar els danys. El macramé, un tipus de tèxtil, es genera exclusivament mitjançant l'ús de nusos, en lloc de punts, ganxets, teixits o feltre. El macramé pot produir estructures tèxtils tridimensionals autoportants, així com treballs plans, i sovint s'utilitza ornamental o decorativament.

## Propietats

### Força
Els nusos debiliten la corda en què es fan. Quan la corda nuada es tensa fins al seu punt de ruptura, gairebé sempre falla al nus o a prop, tret que estigui defectuosa o danyada en un altre lloc. Les forces de flexió, trituració i fregament que mantenen un nus al seu lloc també tenssin de manera desigual les fibres de la corda i, finalment, condueixen a una reducció de la força. Els mecanismes exactes que causen el debilitament i el fracàs són complexos i són objecte d'estudi continuat. S'estan desenvolupant fibres especials que mostren diferències de color en resposta a la tensió i s'utilitzen per estudiar l'estrès en relació amb els tipus de nusos.
La força del nus relativa, també anomenada eficiència del nus, és la resistència a la ruptura d'una corda nuada en proporció a la resistència a la ruptura de la corda sense el nus. Determinar un valor precís per a un nus en particular és difícil perquè molts factors poden afectar una prova d'eficiència del nus: el tipus de fibra, l'estil de corda, la mida de la corda, si està humit o sec, com es vesteix el nus abans de carregar, amb quina rapidesa es carrega, si el nus es carrega repetidament, etc. L'eficiència dels nusos comuns oscil·la entre el 40 i el 80% de la força original de la corda.
En la majoria de situacions, formar llaços i corbes amb nusos convencionals és molt més pràctic que utilitzar empalmaments de corda, tot i que aquests últims poden mantenir gairebé tota la força de la corda. Els usuaris prudents permeten un gran marge de seguretat en la resistència de la corda escollida per a una tasca a causa dels efectes de debilitament dels nusos, l'envelliment, els danys, la càrrega de cops, etc. La límit de càrrega de treball d'una corda s'especifica generalment amb un factor de seguretat important, fins a 15:1 per a aplicacions crítiques. Per a aplicacions que amenacen la vida, entren en joc altres factors.

### Seguretat
Fins i tot si la corda no es trenca, un nus podria no aguantar. Es diu que els nusos que es mantenen ferms sota una varietat de condicions adverses són més segurs que els que no ho fan.
Les seccions següents descriuen les principals maneres en què els nusos no es mantenen.

#### Lliscament
La càrrega crea tensió que tira la corda cap enrere a través del nus en la direcció de la càrrega. Si això continua prou lluny, l'extrem de treball passa al nus i el nus es desenrotlla i falla. Aquest comportament pot empitjorar quan el nus es tensa repetidament i es deixa fluix, s'arrossega sobre terreny accidentat o colpeja repetidament contra objectes durs com ara màstils o astes.
Fins i tot amb nusos segurs, es pot produir un lliscament quan el nus es posa per primera vegada sota una tensió real. Això es pot mitigar deixant molta corda a l'extrem de treball fora del nus, i vestint el nus netament i apretant-lo tant com sigui possible abans de carregar. De vegades, l'ús d'un nus de tap o, encara millor, un nus de seguretat pot evitar que l'extrem de treball passi pel nus; però si s'observa que un nus llisca, en general és preferible utilitzar un nus més segur. Les aplicacions crítiques per a la vida sovint requereixen nusos de seguretat per maximitzar la seguretat.